# الآثار البيئية للسياحة في منطقة البحر الكاريبي

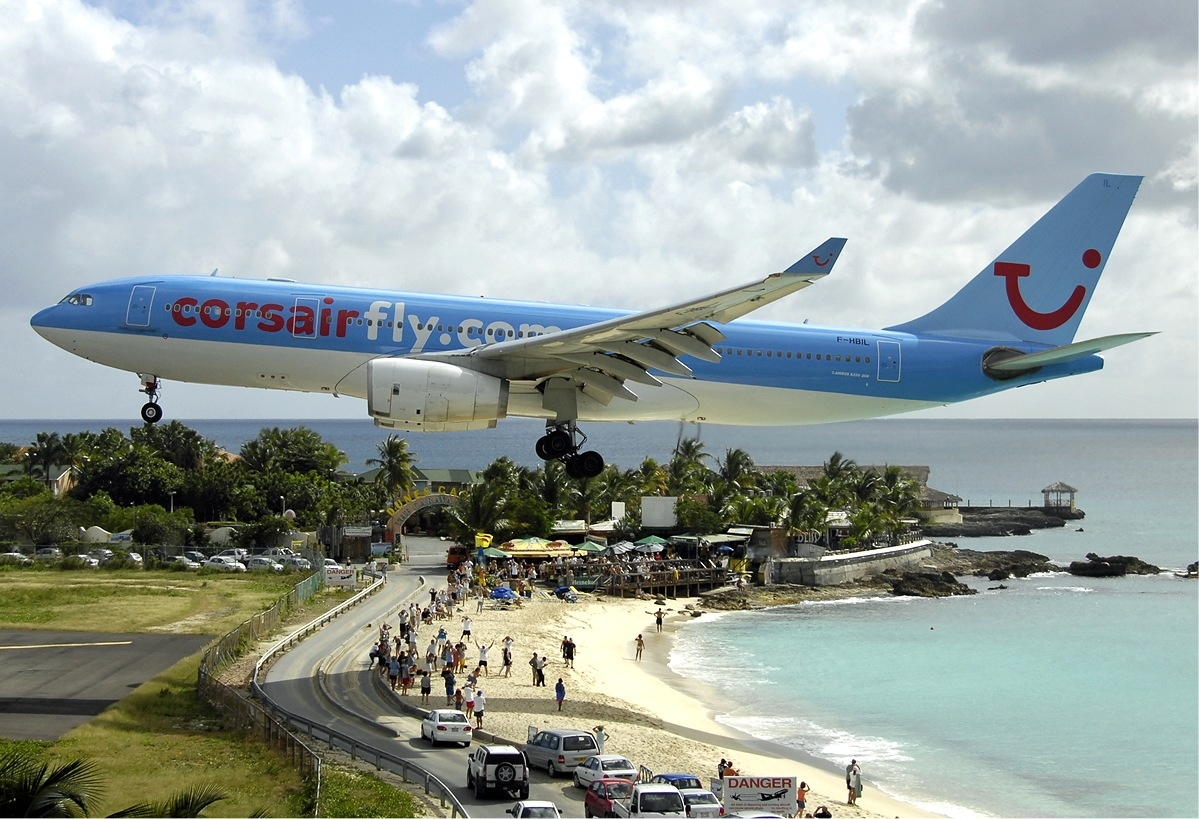
شاطئ ماهو في سانت مارتن

التأثيرات البيئية للسياحة في منطقة البحر الكاريبي يعتمد الاقتصاد في منطقة البحر الكاريبي بشكل كبير على صناعة السياحة، ففي عام 2013، شكلت هذه الصناعة 14% من الناتج المحلي الإجمالي، تتمتع هذه المنطقة بجاذبية كبيرة بفضل مناظر الشمس والرمال والبحر، وعلى الرغم من أن السياحة تعتمد بشكل كبير على البيئة الطبيعية للمنطقة، إلا أنها لها تأثيرات بيئية سلبية وتشمل هذه التأثيرات التلوث البحري وتدهور البيئة البحرية، فضلاً عن الطلب المرتفع على موارد المياه والطاقة، وعلى وجه الخصوص، فإن تدهور الشعاب المرجانية له تأثير كبير على البيئة في منطقة البحر الكاريبي. إن الضرر البيئي يؤثر على صناعة السياحة، ولذلك يبذل قطاع السياحة، إلى جانب القطاع العام، جهوداً لحماية البيئة لأسباب اقتصادية وأخلاقية، ورغم أن هذه الجهود ليست فعالة دائما، إلا أن هناك جهودا مستمرة للتحسين.
تحدث مستويات عالية من السياحة لأن صناعة السياحة توفر خيارات نمط حياة باهظة الثمن للسياح. على سبيل المثال، يستخدم الزوار حوالي ثلاثة أضعاف كمية المياه التي يستخدمها السكان يوميًاعلاوة على ذلك، فإن إدارة النفايات الناتجة عن صناعة السياحة غير فعالة وخدمات النفايات في معظم هذه البلدان غير قادرة على التعامل مع الأعداد الكبيرة من السياح، الذين يقدر أنهم ينتجون ما يصل إلى أربعة أضعاف النفايات الصلبة التي ينتجها السكان المحليون.
ومن بين التأثيرات الأخرى للسياحة التلوث البحري الناجم عن السفن السياحية التي تتخلص من النفايات في البحر، تنتج رحلة واحدة لسفينة سياحية كبيرة في المتوسط 210 آلاف جالون من مياه الصرف الصحي، ومليون جالون من المياه الرمادية، و125 جالونًا من المواد الكيميائية السامة والنفايات الخطرة، و8 أطنان من القمامة، و25 ألف جالون من مياه الصابورة الزيتية، وعلى الرغم من المحاولات التي بُذلت لتنظيم هذا النوع من التفريغ، فإن معظم هذه النفايات لا تزال تُلقى في البحر السياحة في منطقة البحر الكاريبي، دوفال 2004 تعمل بعض سفن الرحلات البحرية على إدارة نفاياتها من خلال تقليل التأثير من خلال أنظمة الصرف الصحي المتقدمة، وبرامج إعادة التدوير على متن السفن، والزيادة في استخدام البدائل القابلة للتحلل البيولوجي للبلاستيك، ومع ذلك، فقد زادت صناعتهم بنحو 60% من ثمانينيات القرن العشرين إلى عام 2003، لذلك فإنها تقلل من أضرار تفريغها ولكنها تزيد من الكمية المفرغة.

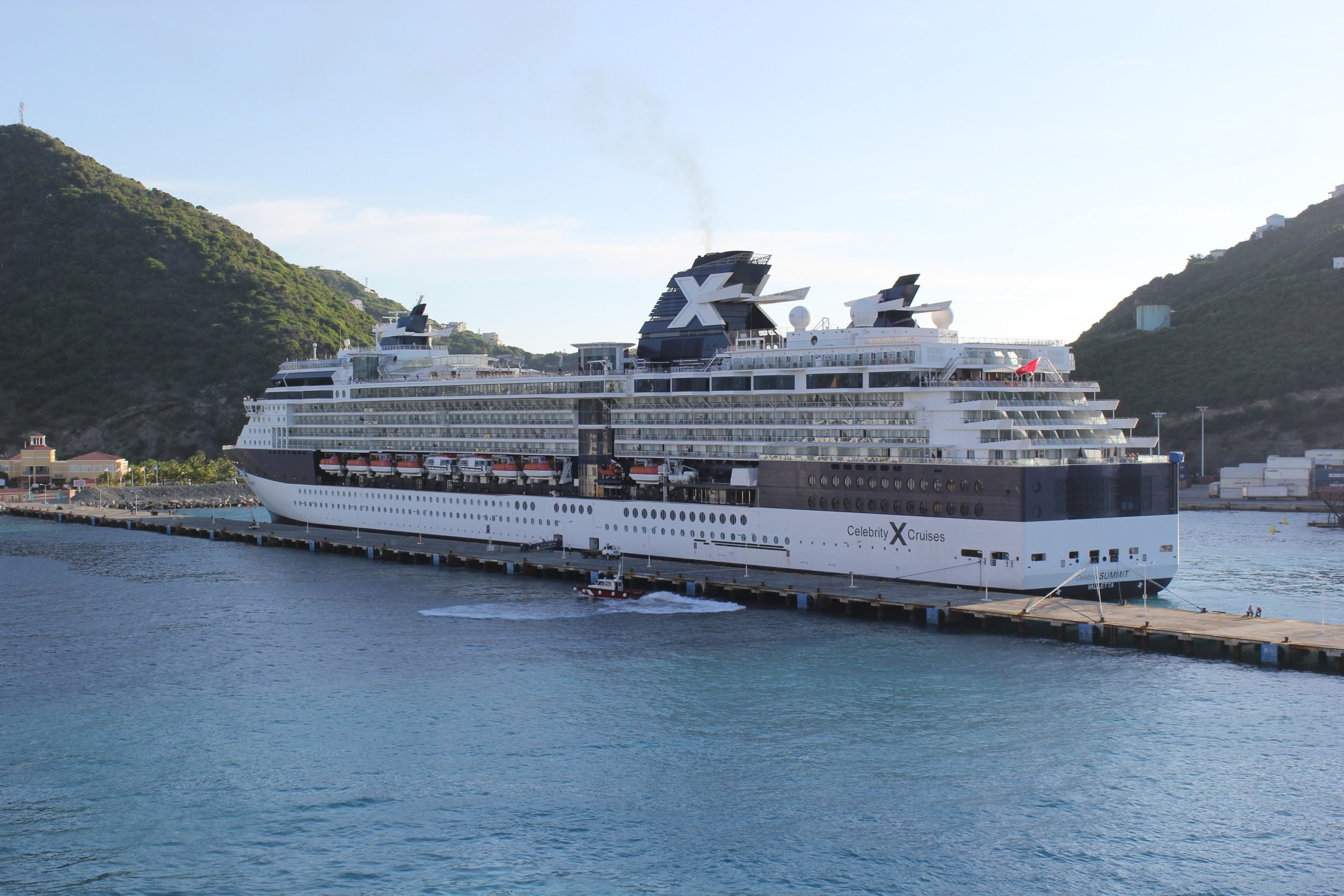
تطلق سفن الرحلات البحرية النفايات في البحر

ويؤدي هذا النوع من القمامة البحرية إلى الإضرار بالحياة البرية والبيئة التي تعيش فيها، على سبيل المثال فإنه يؤثر على 14% من الشعاب المرجانية في منطقة البحر الكاريبي، ولكن هذه ليست الطريقة الوحيدة التي تؤثر بها السياحة على الشعاب المرجانية، إذ تسببت السفن السياحية والقوارب الراسية في مناطق الشعاب المرجانية في استنزافها أيضًا، على سبيل المثال، في يناير الثاني 2016، دمر يخت بول ألان الذي يبلغ طوله 300 قدم، 14 ألف قدم مربع من الشعاب المرجانية في جزر كايمان، وكان هذا يمثل نحو 80% من الشعاب المرجانية في المنطقة، قد تخضع هذه الأنواع من الأضرار لغرامات، ولكنها غالبًا ما تمر دون تدخل حكومي أو غراماتبالإضافة إلى ذلك، تؤثر رياضة الغوص على طبيعة الشعاب المرجانية، وفي كثير من الحالات تغير النظام البيئي للشعاب المرجانية وتجعلها أكثر عرضة للانخفاض، تعتبر الشعاب المرجانية مهمة بشكل خاص في هذه المنطقة لأنها تشكل جزءًا من الحياة البحرية وتوفر الحماية للخط الساحلي.
وتتسبب السياحة أيضًا في تأثيرات بيئية غير مباشرة أخرى، على سبيل المثال يؤدي ذلك إلى توطين الناس في المناطق السياحية، مما يؤدي إلى ارتفاع الطلب على السكن والبنية الأساسية، لا يتم استيفاء هذا الشرط، مما يؤدي إلى مشاكل في التخلص من النفايات الصلبة والسائلة بسبب البنية التحتية غير الكافية، أظهر التقييم الإقليمي الرابع لبرنامج تقييم المياه العالمية الكبرى لجزر الأنتيل الكبرى أن تأثيرات النفايات السائلة في هذه المنطقة الفرعية تشمل نفوق الأسماك، والتغذية الزائدة، والتهديدات التي تتعرض لها الشعاب المرجانية، ونظم المستنقعات، وأحواض الأعشاب البحرية.

## التحسينات
السياحة البيئية هي أحد الحلول التي تم تطبيقها لتحقيق تنمية سياحية أكثر استدامة، وفي دولة دومينيكا إحدى جزر البحر الكاريبي، تم تطبيق هذا الحل، ورغم أن هذا يعد بديلاً أفضل للسياحة، إلا أنه لا يضمن حماية البيئة. أظهرت دراسة أجريت في دومينيكا أن الفائدة الرئيسية للسياحة البيئية هي النمو الاقتصادي وليس الحفاظ الفعال على الطبيعة وعلى العكس من ذلك، فإن نمو الصناعة يؤدي إلى زيادة أعداد السياح، مما يسبب ضغطًا على الموارد والبيئة في المنطقة.

### الحوافز
في عام 1983، كانت اتفاقية حماية وتنمية البيئة البحرية في منطقة البحر الكاريبي الكبرى بمثابة إطار إقليمي مهم لحماية البحر الكاريبيوقد ساهمت هذه الاتفاقية في إنشاء سلسلة من البروتوكولات الموجهة لحماية البيئة في منطقة البحر الكاريبي، وعلاوة على ذلك، فإن بربادوس تقدم، من خلال إنفاذ اللوائح، مثالاً رائعاً لحماية البيئة من خلال الأدوات القائمة على السوق، تتضمن هذه الأدوات إعفاء المعدات البيئية التي تستخدمها الفنادق من الرسوم والتعريفات الجمركية، وتركيب صنابير ورؤوس مياه قابلة للخصم من الضرائب، تعمل الأدوات المستندة إلى السوق كحوافز لتعزيز ممارسات الصناعة.
علاوة على ذلك تعتمد السياحة بشكل كبير على البيئة لأن الناس يذهبون إلى دول البحر الكاريبي من أجل أجوائها الساحلية. وهنا يتم استغلال البيئة لتوليد الإيجارات الاقتصادية، وهي التكاليف التي يتحملها السياح مقابل استخدام الموارد، على سبيل المثال، يدفع الأشخاص المميزون مقابل الغرف المطلة على المحيط، ويعمل هذا الاعتماد على البيئة أيضًا كحافز لقطاع السياحة لتطوير نظام تنظيمي ذاتي، وتشمل بعض هذه الأنظمة مخططات شهادة الكرة الخضراء والعلم الأزرق، والتي تمثل إحساسًا بالوعي البيئي من قطاع السياحة، وتعمل هذه المخططات على تعزيز مساءلة الصناعة وتزويدها بالمصداقية أمام الجمهور، لقد عملت منظمة التحالف الكاريبي للسياحة المستدامة مع منظمة جرين جلوب لتطوير هذه الشهادات في جميع أنحاء منطقة البحر الكاريبي.